# Platanthera
Genre
Classification phylogénétique
Platanthera est un genre d'orchidées terrestres.

## Liste des espèces
- Platanthera algeriensis
- Platanthera albida (L.) Lindl.
- Platanthera azorica

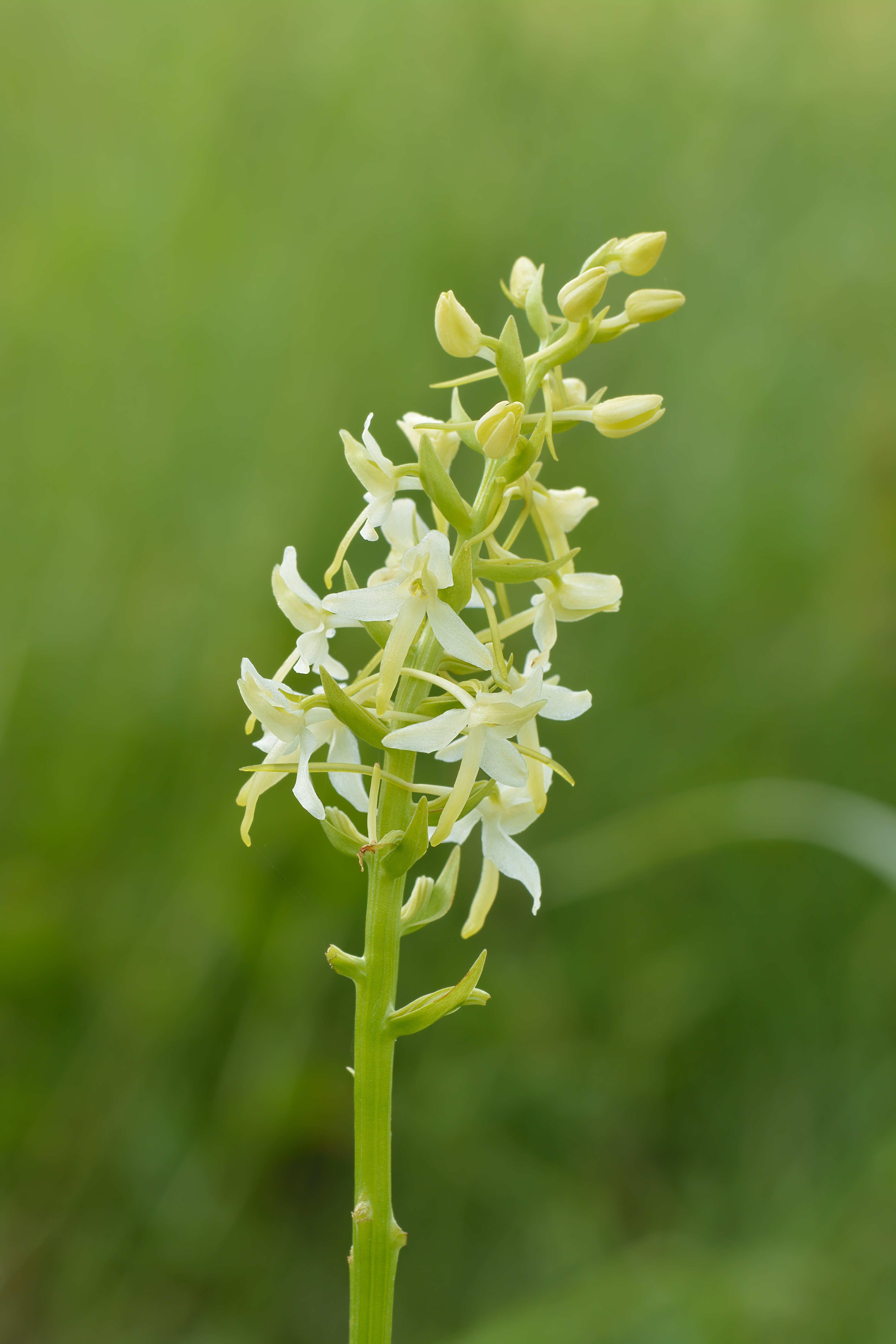
Platanthera bifolia.

- Platanthera ×andrewsii (M. White) Luer
- Platanthera ×bicolor (Raf.) Luer (pro sp.)
- Platanthera bifolia (L.) L. C. M. Richard -- Platanthère à deux feuilles
- Platanthera blephariglottis (Willd.) Lindl.
- Platanthera brevifolia(Greene) Kranzlin
- Platanthera ×canbyi (Ames) Luer
- Platanthera ×channellii J.P. Folsom
- Platanthera chapmanii (Small) Luer
- Platanthera chlorantha (Custer) Reichenb. -- Platanthère verdâtre, Platanthère à fleurs verdâtres
- Platanthera chorisiana (Cham.) Reichenb.
- Platanthera ciliaris (L.) Lindl.
- Platanthera clavellata (Michx.) Luer
- Platanthera cristata (Michx.) Lindl.
- Platanthera dilatata (Pursh) Lindl. ex Beck
- Platanthera flava (L.) Lindl.
- Platanthera grandiflora (Bigelow) Lindl.
- Platanthera holmboei
- Platanthera holochila (Hbd.) Kraenzlin
- Platanthera hookeri (Torr. ex Gray) Lindl.
- Platanthera huronensis (Nutt.) Lindl.
- Platanthera hyperborea (L.) Lindl.
- Platanthera integra (Nutt.) Gray ex Beck
- Platanthera integrilabia (Correll) Luer
- Platanthera ×keenanii P.M. Brown
- Platanthera lacera (Michx.) G. Don
- Platanthera leucophaea (Nutt.) Lindl.
- Platanthera leucostachys Lindl.
- Platanthera limosa Lindl.
- Platanthera macrophylla (Goldie) Lindl.
- Platanthera micrantha
- Platanthera ×media (Rydb.) Luer (pro sp.)
- Platanthera nivea (Nutt.) Luer
- Platanthera obtusata (Banks ex Pursh) Lindl.
- Platanthera oligantha
- Platanthera orbiculata (Pursh) Lindl.
- Platanthera peramoena (Gray) Gray
- Platanthera praeclara Sheviak & Bowles
- Platanthera psychodes (Linnaeus) Lindl.
- Platanthera psycodes (L.) Lindl.
- Platanthera sparsiflora (S. Wats.) Schlechter
- Platanthera stricta Lindl.
- Platanthera tipuloides (L.) Lindl.
- Platanthera ×vossii Case
- Platanthera zothecina (Higgins & Welsh) Kartesz & Gandhi